# Vaszar
Vaszar je velká vesnice v Maďarsku v župě Veszprém, spadající pod okres Pápa. Nachází se asi 6 km severně od Pápy, 16 km jihovýchodně od Tétu, 24 km jihozápadně od Pannonhalmy a 36 km jihozápadně od Győru. V roce 2015 zde žilo 1475 obyvatel, z nichž 87,4 % tvoří Maďaři.
Okolí dnešního Vaszaru bylo obydleno již v době bronzové, takže se v okolí nachází mnoho archeologických nálezů. První písemná zmínka o obci pochází z roku 1332. Mezi roky 1567-1592 byla vesnice kvůli osmanské kolonizaci opuštěna, byla opět obnovena až v 18. století.
Kromě hlavní vesnice Vaszar zahrnuje i malé části Erdészlak, Jánosmajor, Mézeshegy a Pénzesmajor.
Vaszar leží na silnici 8305. Je přímo silničně spojen s obcemi Gecse, Gyarmat, Takácsi a městem Pápa. Vaszarem protéká malý, nepojmenovaný potůček, který se vlévá do potoka Csikvándi-Bakony. Ten se vlévá do řeky Marcal.
V obci se nachází katolický kostel Szent György-templom, dva hřbitovy a škola. Je zde též dětské hřiště, tři obchody a hospoda.